# Eremisca obscura
Eremisca obscura là một loài ruồi trong họ Asilidae. Eremisca obscura được Lehr miêu tả năm 1987. Loài này phân bố ở vùng Cổ Bắc giới.